# Myotis yanbarensis
Myotis yanbarensis és una espècie de ratpenat de la família dels vespertiliònids. És endèmic de les illes d'Okinawa, Amami Ōshima i Tokunoshima (sud del Japó). El seu hàbitat natural són els boscos madurs intactes. Està amenaçat per la desforestació.